# Ribera de Vila-roja
La Ribera de Vila-roja és una riera de la Catalunya del Nord, dels termes comunals de Costoja i de Sant Llorenç de Cerdans, tots dos a la comarca del Vallespir.
Neix a prop a l'oest del poble de Vila-roja, des d'on davalla de primer cap a l'est, per, un cop superat el poble de Vila-roja, girar cap al nord. Al cap de poc tros esdevé en un breu tram termenal entre Costoja i Sant Llorenç de Cerdans, però de seguida entra de ple en el segon d'aquests dos termes. Poc després d'entrar en el terme de Sant Llorenç de Cerdans arriba a la Farga de Dalt, a la qual fa la volta pel costat de llevant, i al nord d'aquest lloc, actualment una serradora, s'uneix amb la Ribera de Costoja per tal de formar la Quera.